# Baba Ludowa
Baba Ludowa (ukr. Баба Людова, Baba Ludowa) – najwyższy (1590 m n.p.m.) szczyt Połonin Hryniawskich, które są częścią Beskidów Połonińskich.